# الراضة (لودر)

تعديل مصدري - تعديل

الراضة هي إحدى قرى عزلة زارة بمديرية لودر التابعة لمحافظة أبين، بلغ تعداد سكانها 336 نسمة حسب تعداد اليمن لعام 2004.